# Barco-fábrica

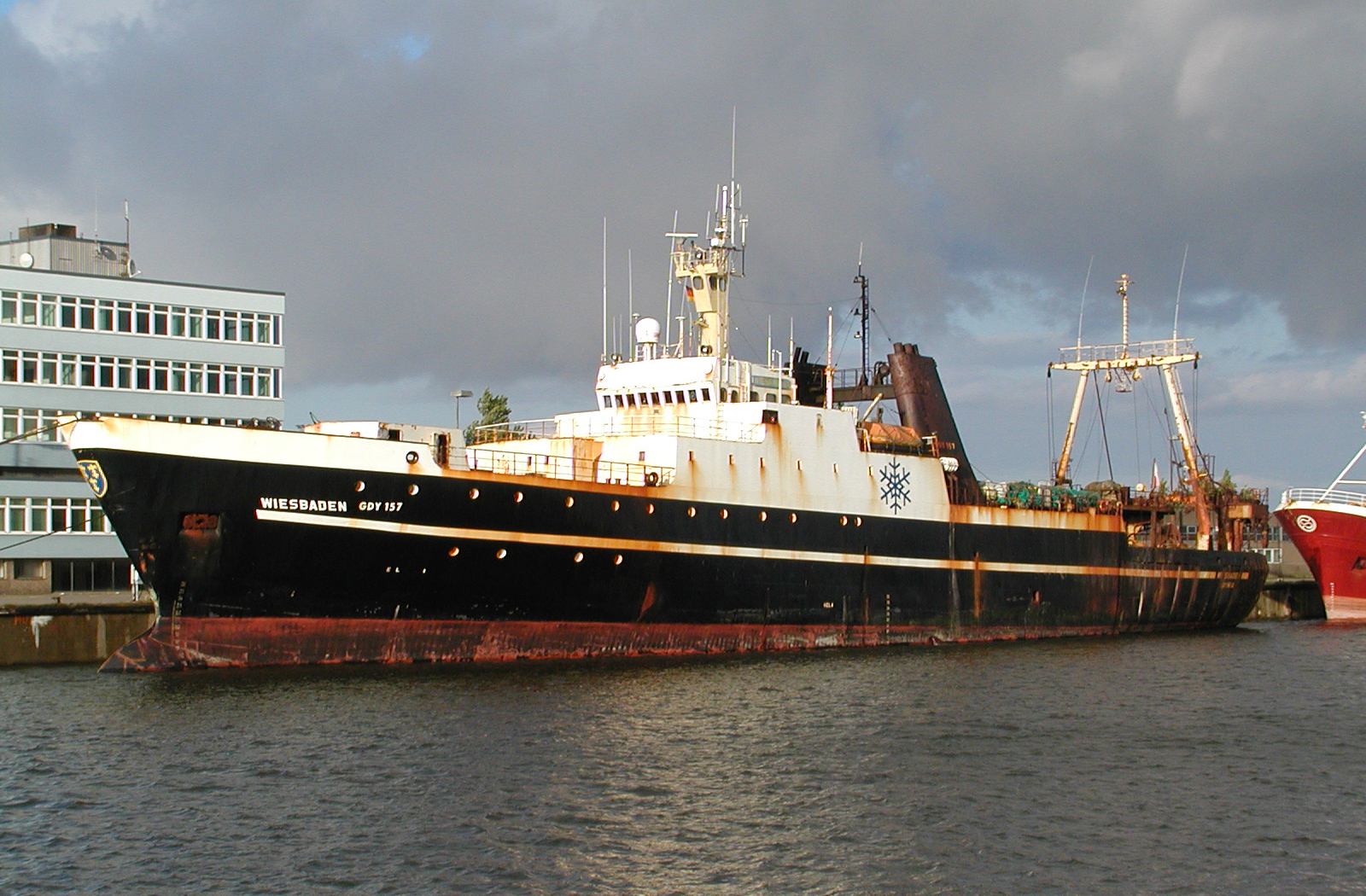
Grande navio pesqueiro alemão

Um barco-fábrica é um barco de pesca industrial de grandes dimensões (normalmente com um comprimento maior que 30 metros) com capacidade para processar, ou seja transformar e conservar o pescado; muitas vezes, estes navios podem efetuar campanhas de pesca de vários meses sem regressar ao porto-base (pesca longínqua).
O processamento mais simples consiste em congelar o pescado e, para esse efeito, os barcos-fábrica possuem grandes câmaras de congelação; por vezes, antes da congelação, o produto é separado em classes de tamanho, tratado com produtos químicos para evitar a oxidação ou o ataque por bactérias ou  outras pragas e embalado. Noutros casos, o navio possui condições para realizar um processamento mais elaborado, como a filetagem ou a cozedura do pescado.
Os barcos-fábrica normalmente estão especializados para a utilização dum tipo de método de pesca: podem ser palangreiros ou cercadores de atum, podem ser arrastões ou mesmo usar redes de emalhar, embora este método de pesca com redes derivantes de grandes dimensões esteja banido na maioria dos países.